# Elaphe hohenackeri
Elaphe hohenackeri este o specie de șerpi din genul Elaphe, familia Colubridae, descrisă de Strauch 1873. A fost clasificată de IUCN ca specie cu risc scăzut.

## Subspecii
Această specie cuprinde următoarele subspecii:
- E. h. hohenackeri
- E. h. taurica